# Silver Cloud
Silver Cloud es un pequeño crucero operado por Silversea Cruises, una línea de cruceros de lujo de propiedad privada. Entró en servicio en 1994 como el primer barco de Silversea, y preparó el escenario para los siguientes tres barcos de la línea, comenzando con su barco hermano, Silver Wind, lanzado en 1995.

## Nombre
El nombre Silver Cloud se tomó del famoso Rolls Royce y fue elegido por el presidente y antiguo propietario de la línea de cruceros, Manfredi Lefebvre D'Ovidio, para indicar a los huéspedes que podían esperar un servicio de primera clase.

## Historia
La planificación inicial del Silver Cloud y de su barco gemelo comenzó en 1991 entre Antonio Lefebvre d'Ovidio y V Ships, quienes habían estado previamente en una sociedad para Sitmar Cruises. Contrataron al diseñador de barcos Petter Yran de Yran & Storbraaten. Los barcos estaban destinados a ser lujosos, con un 75% con terrazas, algo que era inaudito en ese momento en la industria de los cruceros.El casco del Silver Cloud fue construido en el astillero Cantiere Navale Visentini, cerca de Venecia (Italia), y luego fue remolcado al astillero T. Mariotti, en Génova (Italia), para completar el resto del barco. 
En 2017, el barco se sometió a una reconstrucción integral para convertirlo en un barco de clase hielo (ice class, en inglés), con la incorporación de una flota de zodiac en las cubiertas superiores. Los interiores también recibieron una remodelación, con un salón de observación reconfigurado y con espacios públicos renovados. El casco fue repintado de un azul oscuro para distinguirlo como parte de la flota de expedición. Su librea fue cambiada más tarde para que coincida con el casco gris del resto de la flota de Silversea.
El Silver Cloud fue la sede de los equipos nacionales de baloncesto masculinos y femeninos de los Estados Unidos durante los Juegos Olímpicos de 2016 en Río de Janeiro (Brasil).

## Trayecto
En verano, Silver Cloud generalmente navega en itinerarios europeos (tanto del Mar del Norte como del Mediterráneo). En invierno, navega por el Caribe y Sudamérica.
Desde 2008, el barco cruza el Mar Báltico, el Mar del Norte, el Océano Atlántico con paradas en las Bahamas y en el Mar Caribe, así como los viajes a la costa atlántica de América del Sur. Algunos trayectos lo llevan por el Mar Mediterráneo. También atraviesa el Canal de Suez, cruza el Mar Rojo hacia el Golfo Pérsico, y hace escala en puertos que los turistas normales rara vez visitan, como Yeda, en Arabia Saudita.

## Centro de operaciones
Desde finales de 2021, el puerto base de este crucero es la ciudad de Punta Arenas, ubicada en el estrecho de Magallanes, en la Patagonia chilena.